# 이동걸 (1983년)
이동걸(李東杰, 1983년 8월 12일 ~ )은 전 KBO 리그 한화 이글스의 투수이자, 현 KBO 리그 KIA 타이거즈의 불펜코치이다.

## 선수 시절

### 삼성 라이온즈시절
2007년 2차 7라운드(전체 52순위) 지명을 받아 입단했지만 1군 경기에 거의 출전하지 못했다. 데뷔 첫 해였던 2008년 7월 22일 KIA전에 등판해 1이닝을 소화한 것이 전부였다.
2008년 시즌 후 공익근무요원으로 입소해 군 대체 복무를 일찌감치 마쳤지만 2011년에는 2경기에 등판해 2.1이닝을 던지는데 그쳤다. 하지만 몇몇 투수들이 불참했던 2011년 아시아 시리즈 엔트리에 합류해 2011년 11월 26일 소프트뱅크전에서 구원 등판했다. 2012년 시즌 1경기에 등판해 1이닝 1피안타, 1탈삼진, 1실점을 기록했다.

### 한화 이글스시절
1군에서 이렇다 할 모습을 보이진 못했지만 2013년 시즌 후반기 4경기에 등판해 4.1이닝 무실점으로 가능성을 보여 2014년 KBO 리그 2차 드래프트에서 1라운드로 지명받아 이적하였다. 이적 후 2014년 4월 4일 SK전에서 데뷔 첫 선발 등판했으나 2.1이닝 6피안타, 2피홈런, 2탈삼진, 1볼넷, 7실점으로 조기 강판당하며 패전 투수가 됐다. 이후 2군에 내려갔다가 확장 엔트리 기간 때 1군에 복귀한 그는 2014년 10월 11일 롯데 자이언츠전에서 다시 선발로 등판해 5이닝 6피안타, 1볼넷, 4탈삼진, 1실점으로 호투했지만 안영명이 동점을 허용해 승리 투수가 되지 못했다.
2014년에 2군에서 두 자릿 수 승을 달성해 김상수와 함께 남부 리그 공동 다승왕을 기록했다.
출장 정지가 풀린 후 2015년 4월 25일 SK전에 구원 등판한 그는 김경언의 끝내기 안타로 팀이 승리해 9년 만에 데뷔 첫 승을 달성했다.
2017년에 개막전 엔트리에 들었으나 출장하지 못했고, 2군으로 내려갔다. 4월 29일에 1군으로 올라왔으며, 5월 5일 kt 위즈와의 경기에서 데뷔 첫 세이브를 기록했고, 경기에서 3이닝 3피안타, 무실점을 기록했다.
2018년 5월 25일에 은퇴를 선언했다.

## 야구선수 은퇴 후
2019년부터 한화 이글스의 전력분석원으로 활동했고, 2021년부터 한화 이글스의 불펜코치로 활동했다.

## 출신 학교
- 서울언북초등학교
- 휘문중학교
- 휘문고등학교
- 동국대학교

## 통산 기록
| 연도 | 팀명  | 평균자책점 | 경기 | 완투 | 완봉 | 승 | 패 | 세 | 홀 | 승률  | 타자 | 이닝  | 피안타 | 피홈런 | 볼넷 | 사구 | 탈삼진 | 실점 | 자책점 |
| ---- | ----- | ---------- | ---- | ---- | ---- | -- | -- | -- | -- | ----- | ---- | ----- | ------ | ------ | ---- | ---- | ------ | ---- | ------ |
| 2008 | 삼성  | 0.00       | 1    | 0    | 0    | 0  | 0  | 0  | 0  | -     | 3    | 1     | 0      | 0      | 0    | 0    | 0      | 0    | 0      |
| 2011 | 삼성  | 0.00       | 2    | 0    | 0    | 0  | 0  | 0  | 0  | -     | 4    | 1.1   | 0      | 0      | 0    | 0    | 0      | 0    | 0      |
| 2012 | 삼성  | 9.00       | 1    | 0    | 0    | 0  | 0  | 0  | 1  | -     | 4    | 1     | 1      | 0      | 0    | 0    | 1      | 1    | 1      |
| 2013 | 삼성  | 7.16       | 10   | 0    | 0    | 0  | 0  | 0  | 0  | -     | 74   | 16.1  | 20     | 1      | 7    | 2    | 11     | 13   | 13     |
| 2014 | 한화  | 4.50       | 8    | 0    | 0    | 0  | 1  | 0  | 0  | 0.000 | 84   | 20    | 21     | 4      | 7    | 3    | 16     | 15   | 10     |
| 2015 | 한화  | 4.47       | 32   | 0    | 0    | 2  | 0  | 0  | 0  | 1.000 | 219  | 44.1  | 58     | 8      | 28   | 4    | 25     | 28   | 22     |
| 2016 | 한화  | 5.40       | 5    | 0    | 0    | 0  | 0  | 0  | 0  | -     | 23   | 5     | 6      | 2      | 2    | 0    | 1      | 3    | 3      |
| 2017 | 한화  | 4.17       | 24   | 0    | 0    | 0  | 0  | 1  | 2  | -     | 146  | 36.2  | 36     | 5      | 5    | 3    | 22     | 18   | 17     |
| 2018 | 한화  | 18.00      | 1    | 0    | 0    | 0  | 0  | 0  | 0  | -     | 11   | 2     | 5      | 1      | 0    | 0    | 2      | 4    | 4      |
| 통산 | 9시즌 | 4.93       | 84   | 0    | 0    | 2  | 1  | 1  | 3  | 0.667 | 568  | 127.2 | 147    | 21     | 49   | 12   | 78     | 82   | 70     |